# Rune Larsson
Carl Rune Larsson (ur. 17 czerwca 1924 w Sztokholmie, zm. 17 września 2016 w gminie Järfälla) – szwedzki lekkoatleta, płotkarz i sprinter, dwukrotny medalista olimpijski z 1948.
Na mistrzostwach Europy w 1946 w Oslo zdobył brązowy medal w biegu na 400 metrów przez płotki, za Bertelem Storskrubbem z Finlandii i swym rodakiem Sixtenem Larssonem.
Zdobył brązowe medale w biegu na 400 metrów przez płotki (za Royem Cochranem z USA i Duncanem White ze Sri Lanki) oraz w sztafecie 4 × 400 metrów podczas igrzysk olimpijskich w 1948 w Londynie. Sztafeta Szwecji biegła w składzie: Kurt Lundquist, Lars-Erik Wolfbrandt, Folke Alnevik i Larsson. Na tych samych igrzyskach odpadł w ćwierćfinale biegu na 400 metrów.
Wystąpił na mistrzostwach Europy w 1950 w Brukseli, gdzie zdobył brązowy medal w sztafecie 4 × 400 metrów (w składzie: Gösta Brännström, Tage Ekfeldt, Larsson i Wolfbrandt) oraz odpadł w półfinale biegu na 400 metrów przez płotki. Na igrzyskach olimpijskich w 1952 w Helsinkach odpadł w półfinale biegu na 400 metrów przez płotki i w eliminacjach sztafety 4 × 400 metrów.
Był dwukrotnym rekordzistą Szwecji w biegu na 400 metrów przez płotki z czasami 52,3 (9 lipca 1948 w Sztokholmie) i 51,9 (30 lipca 1948 w Londynie) i jednokrotnym w sztafecie 4 × 400 metrów (3:11,6 27 sierpnia 1950 w Brukseli).
Był mistrzem Szwecji w biegu na 400 metrów w latach 1947 i 1948 oraz w biegu na 400 metrów przez płotki w latach 1946-1951.
W 1951 otrzymał Svenska Dagbladets guldmedalj, nagrodę dla najlepszego sportowca Szwecji w tym roku.